# Villa Medicea di Careggi

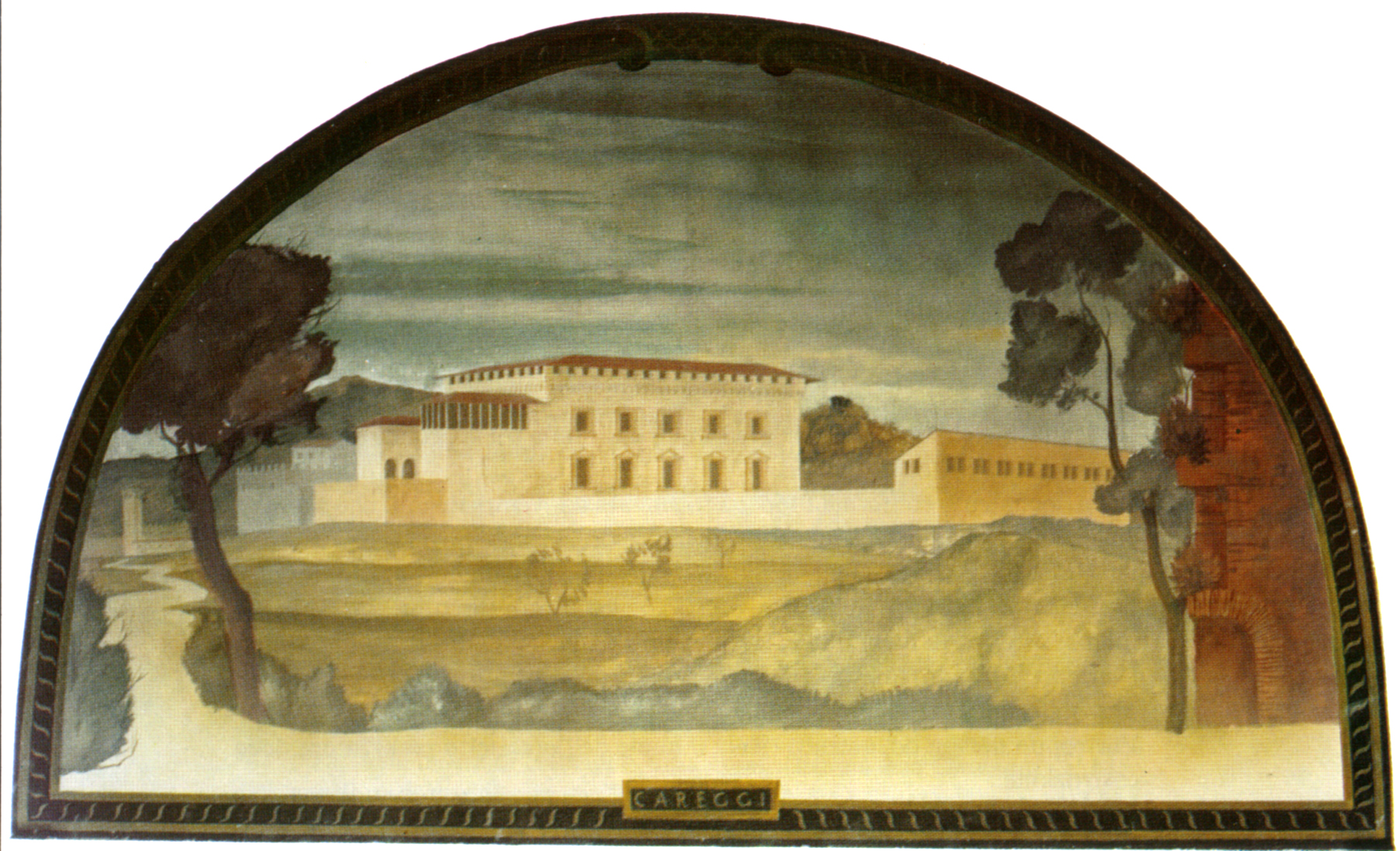
Médaillon d'après Giuseppe Zocchi

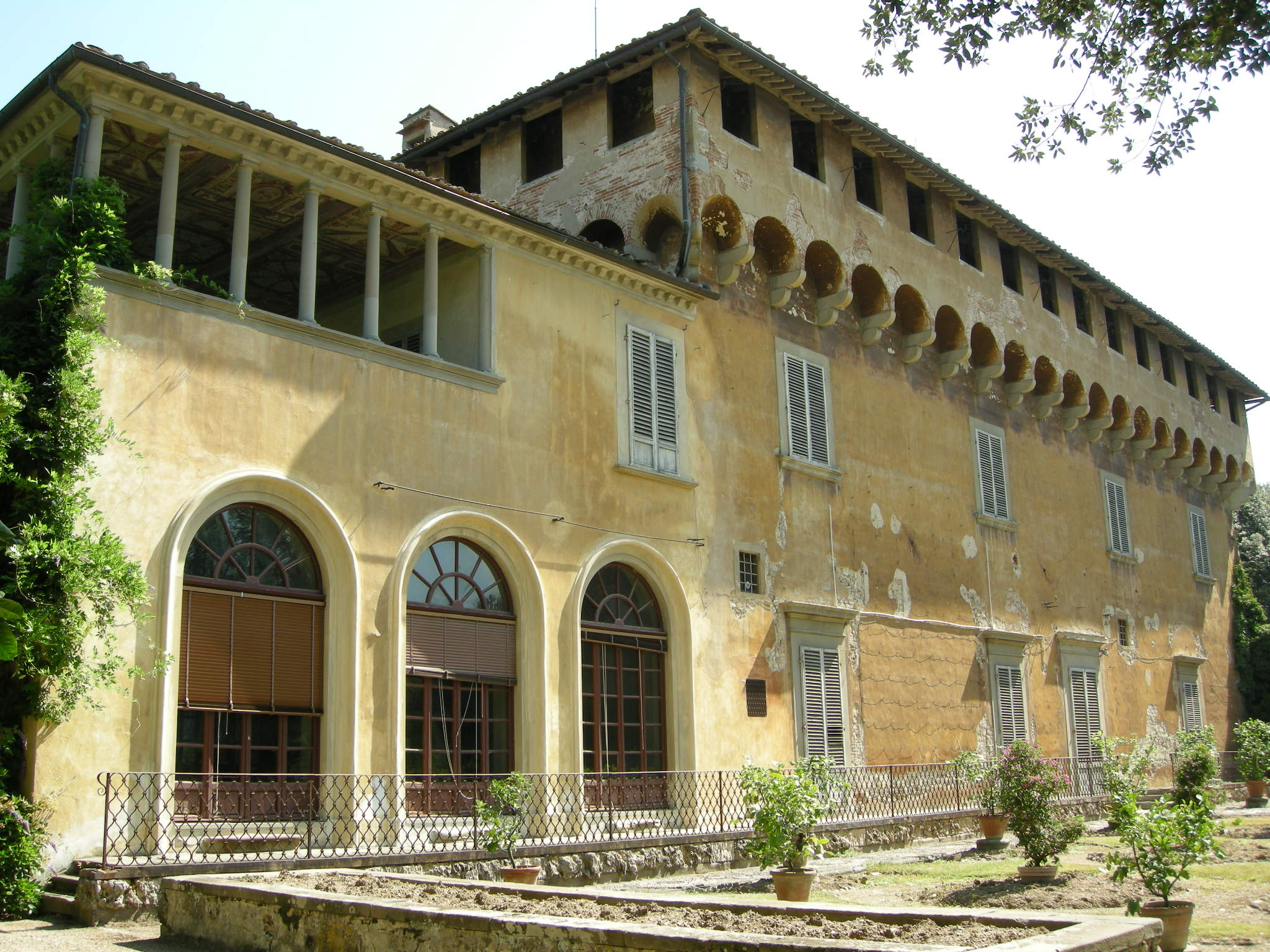
Façade

La villa Medicea di Careggi est une villa médicéenne, une des plus anciennes ayant  appartenu à la famille Médicis et qui se situe sur une colline de la périphérie de Florence, le quartier  Careggi.
Construite à partir de quelques terrains et possessions du col de Monterivecchi acquis le 7 juin 1417 par Jean de Médicis, auprès de Tommaso Lippi, elle est la  troisième villa de la famille Médicis, après celles de Cafaggiolo et de Trebbio dans le Mugello, et représente la plus voisine de Florence, la plus proche des intérêts citadins de la famille.
Comme pour les autres villas, son architecture de forteresse médiévale a été  transformée par Michelozzo pour la faire devenir un lieu de villégiature, un loci ameni, où il a été possible, pour les humanistes toscans, de pratiquer l'oisivité intellectuelle, à travers la redécouverte des auteurs classiques.
Laurent le Magnifique y mourut en 1492, ainsi que Marsile Ficin en 1499.
Délaissée jusqu'en 1615, le cardinal Charles de Médicis en a fait remodeler les intérieurs et les jardins.
La villa fut cédée par les Habsbourg en 1779 à  Vincenzo Orsi, et revendue ensuite à un Britannique, Francis Sloane, en 1848, qui planta dans les jardins des espèces exotiques : cèdres du Liban et himalayens, séquoias californiens, palmiers orientaux, qu'il développa en arboretum.
La villa est aujourd'hui l'hôpital de Careggi.

## Sources
- (it) Cet article est partiellement ou en totalité issu de l’article de Wikipédia en italien intitulé « Villa medicea di Careggi » (voir la liste des auteurs).